# 曽培炎
曽培炎（そう ばいえん）は中華人民共和国の政治家。第10期（2003年-2008年）国務院副総理（経済担当）。
1962年に清華大学無線電子学系電子学専業を卒業。胡錦濤、呉邦国、黄菊、呉官正らと同窓で、第16期中央政治局は清華大学卒が多数を占めた。
1962年から上海電器科学研究所技術員。当時科研担当の副所長だった江沢民を、後に「優れた才能を持っている」と述懐している。1965年から第一機械工業部西安整流器研究所に転属。1982年、中央組織部による全国若手幹部抜擢で、外交強化を図るため、「外国語が堪能で政治的に信頼できる」曽培炎が選ばれ駐米大使館勤務となる。
1984年に中国に戻り、電子工業部、機械電子工業部副部長などを歴任。電子工業部では江沢民の元で弁公庁主任を務めた。1992年、中央財政領導小組副秘書長（正部長級）、1998年国家計画委員会主任として国務院入り。2002年の第16回党大会で政治局委員となり、2003年3月の全人代で国務院副総理に昇格。
2007年中央委員を、2008年国務院副総理から引退。2009年4月、ボアオ・アジア・フォーラム理事会副理事長に選出。
第14期、第15期中央委員、第16期中央政治局委員。